# Hans Hedtoft (schip, 1958)

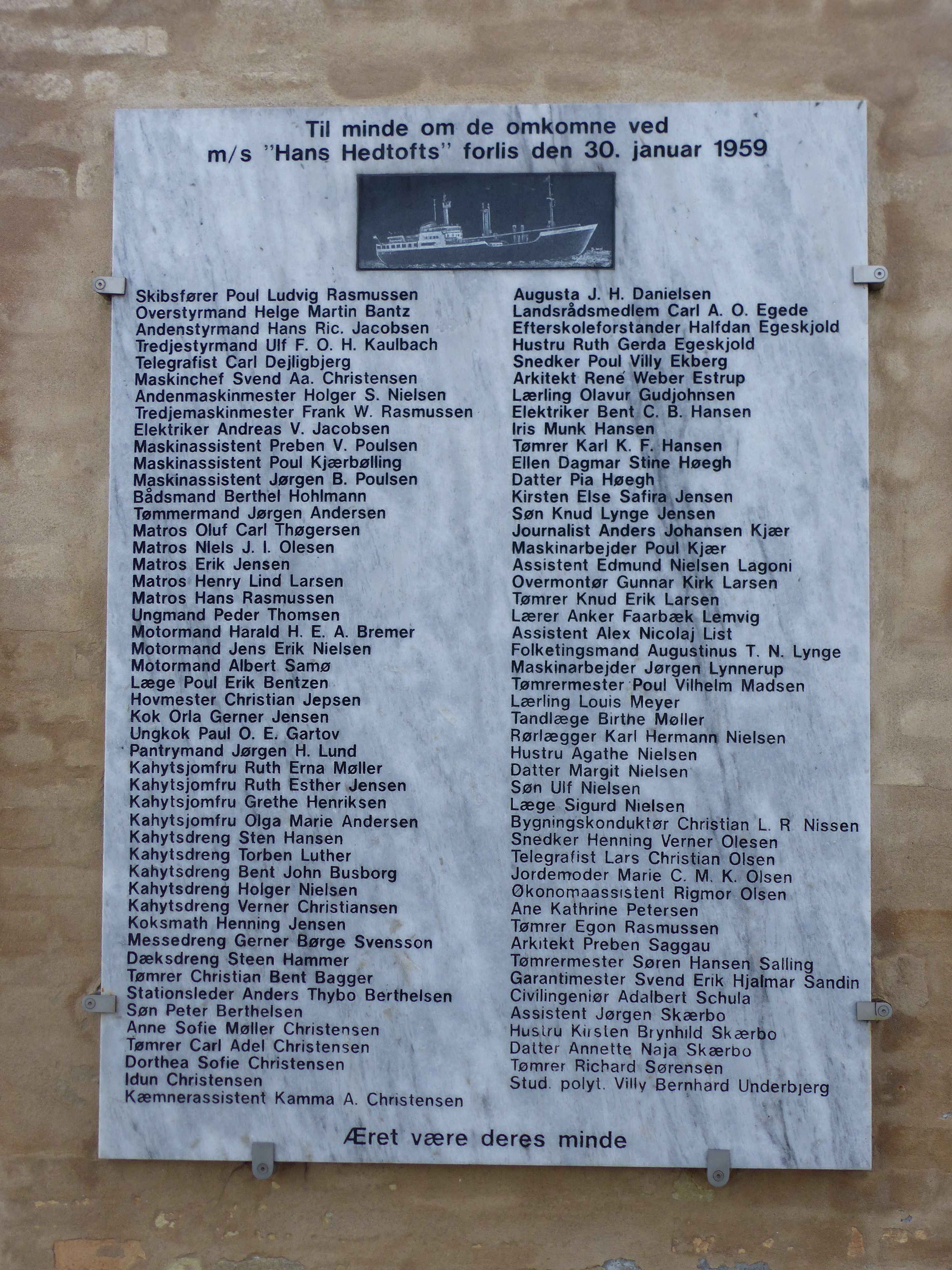
Herinneringsplakette in Kopenhagen

De Hans Hedtoft was een Deens passagiersschip van de Royal Greenland Trading Company en zou worden ingezet op de lijn Denemarken - Groenland. Het verging op zijn maidentrip op 30 januari 1959.
Het schip was vertrokken te Kopenhagen op 7 januari 1959 richting Godthaab onder het bevel van kapitein P. Rasmussen. Op 29 januari begon het aan de terugweg, maar het schip botste op 30 januari tegen een ijsberg op 49 km van Cape Farewell. Hoewel het voorzien was van een dubbele bodem, een verstevigde boeg en zeven waterdichte schotten zonk het schip kort na het zenden van noodsignalen. De te hulp snellende schepen en vliegtuigen konden niets vinden. Op 7 februari werden de zoekacties gestaakt.